# David Burrows
David Burrows (Dudley, 25 ottobre 1968) è un ex calciatore inglese, di ruolo difensore.

## Palmarès

### Club

#### Competizioni nazionali
- Coppa d'Inghilterra: 1

Liverpool: 1991-1992
- Community Shield: 2

Liverpool: 1989, 1990